# Adam Taracha
Adam Taracha (ur. w 1950) – polski prawnik, dr hab. nauk prawnych, profesor uczelni Instytutu Nauk Prawnych Wydziału Prawa i Administracji Uniwersytetu Marii Curie-Skłodowskiej, profesor nadzwyczajny Instytutu Wymiaru Sprawiedliwości.

## Życiorys
W latach 1972–1974 ukończył studia prawnicze i ekonomiczne na Uniwersytecie Marii Curie-Skłodowskiej w Lublinie, w 1983 obronił pracę doktorską Czynności niepowtarzalne w polskim procesie karnym, w 2006  habilitował się na podstawie pracy zatytułowanej Czynności operacyjno-rozpoznawcze (aspekty kryminalistyczne i prawno dowodowe).
Jest profesorem uczelni Instytutu Nauk Prawnych Wydziału Prawa i Administracji Uniwersytetu Marii Curie-Skłodowskiej i profesorem nadzwyczajnym Instytutu Wymiaru Sprawiedliwości.
Był profesorem nadzwyczajnym w Katedrze Prawa Karnego na Wydziale Prawa i Administracji w Rzeszowie Wyższej Szkole Prawa i Administracji Rzeszowska Szkoła Wyższa z siedzibą w Rzeszowie, oraz wiceprzewodniczącym Komisji Dyscyplinarnej do spraw nauczycieli akademickich przy Radzie Głównej Nauki i Szkolnictwa Wyższego Rady Głównej Nauki i Szkolnictwa Wyższego.